# Strymonochóri
Strymonochóri (Strymonochori) är en ort i Grekland.   Den ligger i prefekturen Nomós Serrón och regionen Mellersta Makedonien, i den norra delen av landet, 400 km norr om huvudstaden Aten. Strymonochóri ligger 48 meter över havet och antalet invånare är 401.
Terrängen runt Strymonochóri är varierad. Runt Strymonochóri är det ganska tätbefolkat, med 52 invånare per kvadratkilometer. Närmaste större samhälle är Néo Petrítsi, 4,1 km nordväst om Strymonochóri. Trakten runt Strymonochóri består till största delen av jordbruksmark.